# 伊万·伊万诺夫 (1942年)
伊万·瓦西里耶夫·伊万诺夫（1942年4月10日—2006年5月28日），保加利亚男子足球运动员，司职守门员。他曾代表保加利亚国家队参加1962年国际足联世界杯，结果队伍止步小组赛阶段。